# Carpocyon
Carpocyon  è un genere estinto di mammiferi carnivori, appartenente ai canidi. Visse tra il Miocene medio e il Miocene superiore (circa 13 – 7 milioni di anni fa). I suoi resti fossili sono stati ritrovati in Nordamerica.

## Descrizione
Questo animale era un canide di medie dimensioni, che poteva raggiungere la taglia di un coyote. Alcune caratteristiche del suo cranio lo distinguono chiaramente da altri canidi del Miocene come Paratomarctus e Cynarctus, ad esempio una bulla timpanica (ovvero la regione ossea che protegge il timpano e le ossa dell'orecchio) molto ingrandita, una calotta cranica rigonfia e numerose caratteristiche della dentatura.

## Classificazione
Descritto per la prima volta nel 1969, il genere Carpocyon include almeno quattro specie, diffuse in gran parte del Nordamerica occidentale nel corso del Miocene (dal Barstoviano all'Hemphilliano). Carpocyon fa parte dei borofagini, un clade di canidi nordamericani che svilupparono un cranio spesso e forti denti. La specie tipo, Carpocyon limosus, è anche la meno conosciuta e l'ultima ad apparire.
La specie più antica è C. compressus, un canide di media taglia la cui dentatura relativamente piccola indica un animale con un principio di tendenze ipocarnivore (ovvero un carnivoro con tendenze onnivore). Un cranio di questa specie mostra dei segni di morsi che potrebbero essere stati la causa della morte, esercitati da un animale molto più grande. Una specie successiva, di maggiori dimensioni, è C. webbi (la più grande del genere Carpocyon), caratterizzato da una fronte a cupola più pronunciata che nelle altre specie; addirittura, questa “cupola” era ancor più sviluppata di alcuni borofagini successivi (come Epicyon saevus), e C. webbi potrebbe rappresentare uno sviluppo indipendente nella linea evolutiva di Carpocyon. La specie cronologicamente successiva C. robustus (inizialmente attribuita al genere Tomarctus) , mostra una riduzione della taglia, forse una specializzazione causata dalla competizione con forme contemporanee di borofagini di grande taglia (Aelurodon ed Epicyon). L'ultima specie ad apparire, C. limosus, fu anche la più piccola e quella con tendenze maggiormente ipocarnivore. L'ultimo resto fossile noto (e stranamente è anche l'olotipo del genere) è un cranio proveniente dal tardo Hemphilliano della Florida: si suppone che C. limosus fosse una forma relitta, sopravvissuta grazie a un qualche tipo di isolamento geografico, che avvenne anche per altre forme di mammiferi floridane (ad esempio il piccolo cavallo Nannippus).

### Specie
- Carpocyon compressus (sin. Cynodesmus cuspidatus), fossili sono stati trovati in Nevada, Nebraska, Colorado e Kansas.[3]
- Carpocyon limosus, fossili sono stati trovati in Nebraska, Oklahoma e Florida.[4]
- Carpocyon robustus, fossili sono stati trovati in Arizona, California, Colorado, Dakota del Sud e Texas.[5][6]
- Carpocyon webbi, fossili sono stati trovati in Nebraska e Nuovo Messico.[7]

## Paleobiologia
All'inizio della sua storia evolutiva, Carpocyon mostra un aumento di taglia dalla specie C. compressus alla specie C. webbi, in modo molto simile a un altro borofagino del periodo, Aelurodon. Le specie successive, però, mostrano un'inversione di tendenza (C. robustus e C. limosus), al contrario del continuo aumento della linea evolutiva rappresentata da Aelurodon. Nel caso di C. robustus, l'interazione con grandi canidi come Epicyon saevus nel Clarendoniano potrebbe aver condotto questa specie di Carpocyon a ridurre la taglia per evitare una competizione diretta; un esemplare di C. robustus mostra all'interno della sua gabbia toracica fossili del coniglio Hypolagus e frammenti di roditori indeterminati (Green, 1948). Nel caso di C. limosus, la causa della riduzione potrebbe risiedere nei suoi spiccati adattamenti ipocarnivori, una tendenza osservata in un altro borofagino precedente (Cynarctus).